# Homelské Polesí
Homelské Polesí (bělorusky Гомельскае Палессе) je fyzicko-geografický rajón Běloruského Polesí. Zahrnuje část Dněperské nížiny, která se rozkládá na východ od břehu řeky Dněpr na Ukrajině. Nachází se na východě Homelské oblasti, na území Homelského, Dobrušského, Lojeŭského, Brahinského, Chojnického, Naraŭljanského, Rečyckého, Žlobinského, Světlahorského rajónu a částečně twaké Kalinkavického, Akcjabrského, Rahačoŭského, Buda-Kašaljoŭského, Čačerského a Větkaŭského rajónu.

Homelské Polesí (zeleně) na mapě geomorfologické mapě Běloruska

Hraničí Centralnabjarezinskou a Čačorskou rovinou na severu, Mazyrským a Pripjaťským Polesím na západě, Černihivským Polesím na jihu a Brahinskou rovinou na východě. Rozkládá se na 16,5 tis. km², délka od severu k jihu je přibližně 180 km, od západu k východu od 78 do 126 km. Nadmořská výška se pohybuje od 100 do 150 m.

## Geologie
Tektonicky spadá k centrální části Pripjaťského aulakogénu, nejjižnější oblast se řadí k Ukrajinskému štítu a jihovýchod oblasti náleží do Voroněžské anteklízy. Krystalický fundament je překryt sedimentární vrstvou horinin svrchního proterozoika (starohor), paleozoika (zvláště horniny pocházející z svrchního devonu o mohutnosti 3 500 metrů) a kenozoika. Zvláště horniny pocházející z svrchního devonu o mohutnosti 2 500 m. Paleogenní a neogenní sedimenty vystupují na povrch v pobřežních skaliscích Dněpru (v blízkosti měst Rečyca a Lojeŭ), Sože a Iputě. Antropogenní vrstvu o mohutnosti od 20 m na jihu do 60 m na severo-západě tvoří sedimenty třech dob ledových a meziledových.

## Reliéf
Povrch Homelského Polesí lze charakterizovat jako plochý a někdy zvlněný, se spádem k jihu. Fluktuace v relativních výškách činí 3—5 m/km².

## Klima
Homelské Polesí se nachází na území Homelského (východní část) a Žytkavicko-Mazyrského (západní část) agroklimatického rajónu. Průměrná teplota v lednu je 6,5 až –7,0 °C, v červenci 18,5 až 19,0 °C. Minimální teplota v zimě mohou klesnout až na −36 °C a méně, maximální letní teplota vzrůstá nad 36 °C. Průměrný úhrn srážek se pohybuje od 600 m na severozápadě regionu až 530 mm na jihovýchodě.

## Hydrogefie
Homelské Polesí protíná Dněpr a dolním toku jeho přítoku — Pripjať, Sož a Berezina. Na východě rajónu se nachází dolní přítok Sože – Běsjadzi, Ipuť, Vuč. V západní části leží řeky Žaloň, Myčva, Vič, Ipa a na jihu Braginka.

## Rezervace
Na jihu Homelského Polesí se rozkládá Poleská státní radiačně-ekologická rezervace (Палескі дзяржаўны радыяцыйна-экалагічны запаведнік). Na jeho území se nachází několik dalších rezervací.